# Ludwig von Cobenzl

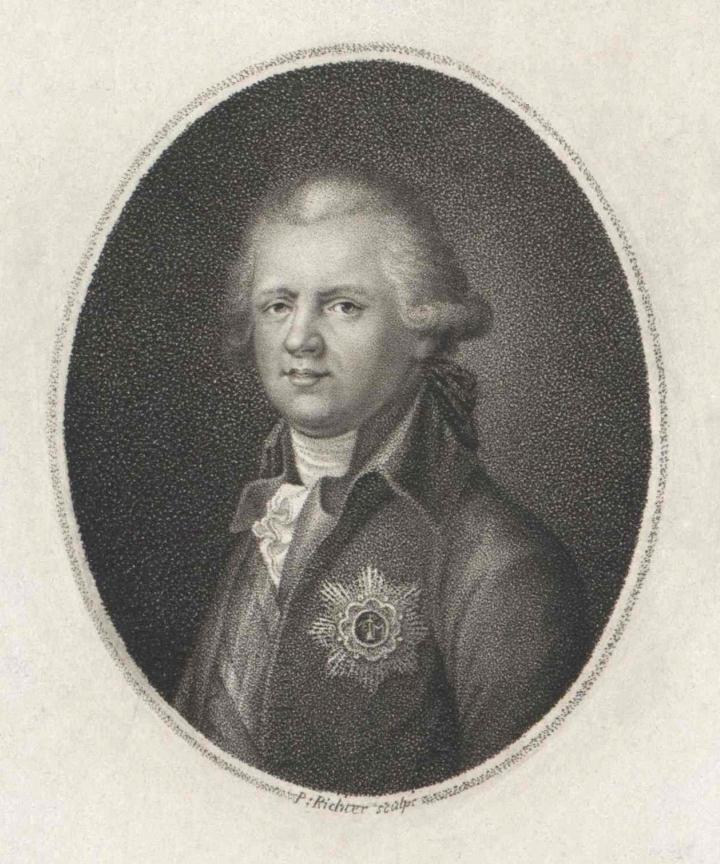
Johann Ludwig von Cobenzl

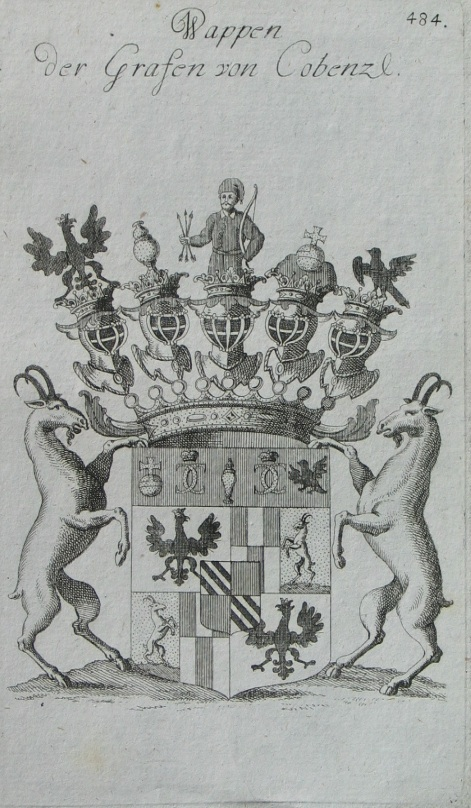
Escudo de armas de los condes de Cobenzl.

Johann Ludwig Joseph, Graf von Cobenzl (Bruselas, 21 de noviembre de 1753-Viena, 22 de febrero de 1809), fue un diplomático y político de la Monarquía Habsburgo.
Von Cobenzl nació en Bruselas en 1753 como uno de los diez hijos del conde Johann Karl Philipp von Cobenzl (1712-1770), ministro plenipotenciario de la emperatriz María Teresa en los Países Bajos austriacos. Su cuñado, François de la Woestyne, III marqués de Becelaere, fue ejecutado por la guillotina en Cambrai. También era primo del diplomático Philipp Graf von Cobenzl y un protegido de Wenzel Anton von Kaunitz. En 1779, fue designado ministro en San Petersburgo.
En 1795, durante la Tercera Partición de Polonia, negoció una gran porción de territorios para la Monarquía Habsburgo que se había ido de vacío en la Segunda Partición.
En 1800, fue nombrado ministro de Exteriores de la Monarquía Habsburgo. Como tal, firmó el Tratado de Lunéville en 1801 y reconoció el título imperial de Napoleón. En 1805, el Imperio austriaco tomó parte en la Guerra de la Tercera Coalición, siendo derrotado en la batalla de Austerlitz, lo que llevó a la dimisión de Cobenzl.
Cobenzl era miembro de los Iluminati bajo el nombre de Arriano. Murió en Viena a la edad de 55 años.